# Jean Fontanier
Pour les articles homonymes, voir Fontanier.
Jean Fontanier est un libertin français né en 1588 à Montpellier, avocat au conseil du roi, puis moine, il se convertit au judaïsme après un voyage à Constantinople, sous l'influence du rabbin de Cambrai Daniel Montalto. Il est condamné au bûcher en 1621.

## Biographie
Né à Montpellier dans une famille de la bourgeoisie calviniste, il perd tôt ses parents, Philippe Fontanier et Marie Amade, et est recueilli par un oncle également prénommé Philippe. Ce-dernier lui obtient une bourse vers 1600, qui paye ses études supérieures à Montpellier, puis à Toulouse. Il prend ses degrés à Valence et décide de devenir avocat, ce qu'il est en 1609. Il voyage en Italie, prend une galère à Marseille à destination de Venise, puis se rend à Constantinople, où il rencontre un rabbin qui lui enseigne la grammaire hébraïque et ébranle ses convictions chrétiennes. Au retour, il abjure le protestantisme à Vérone (1611), sans en parler à son oncle, qui meurt peu après en lui laissant sa charge de notaire-secrétaire du roi qu'il reçoit le 19 mars 1612. Devenu novice au couvent des Capucins de Toulouse, il est congédié à la suite d'une attaque de paralysie. Rétabli, il se rend à Paris et vend sa charge à Isaac de Lafemas. Il part ensuite pour Amsterdam où il accepte le poste de secrétaire d'un auditeur du conseil des États-Généraux en 1614. Il rentre à Paris où il réside en 1617, puis voyage de nouveau en Italie en 1619. En juin 1621, il se rend à Anvers et Bruxelles ; sur la route du retour, il rencontre à Cambrai le rabbin Daniel Montalto qui l'initie au judaïsme ; sous son influence, il rédige son ouvrage, le Trésor inestimable, ou Mausérisme, description du Mauser, publié le 7 novembre, dans lequel il entreprend de convertir les Français au judaïsme et attaque publiquement le christianisme. Condamné par sentence du prévôt de Paris et arrêt confirmatif du Parlement de Paris, il est brûlé vif avec son livre en place de Grève, à Paris, le 10 décembre 1621, après être revenu au catholicisme.

## Sources
- Frédéric Lachévre, Le libertinage au XVIIe siècle, Slatkine, 1968 (présentation en ligne)